# Зайнулабидов, Гитин Абидович
Гитин Абидович Зайнулабидов (1928) — бригадир комплексной бригады строительно-монтажного управления № 7 треста «Дагстрой», город Буйнакск Дагестанской АССР. Герой Социалистического Труда (27.11.1965).

## Биография
Родился в 1928 году в Левашинском районе Дагестанской АССР. Аварец из села Кулецма.
Указом Президиума Верховного Совета СССР от 27 ноября 1965 года за особые заслуги в развитии народного хозяйства Дагестанской АССР звеньевой Зайнулабидов Гитин Абидович удостоен звания Героя Социалистического Труда с вручением ордена Ленина и золотой медали «Серп и Молот»..
В 1958 году избран депутатом Верховного Совета СССР 5 созыва.
Депутат Верховного Совета Дагестанской АССР 7-го созыва.